# Nissan 180SX
La Nissan 180SX è una hatchback coupé (anche se Nissan l'ha commercializzata come fastback nella maggior parte dei suoi mercati), basata sulla S13.

## Nomenclatura e mercati
In Giappone, la 180SX è stata venduta come sorella della Silvia S13, entrambe introdotte nel 1989, sostituendo la Gazelle. La S13 è stata prodotta fino al 1993, ma la produzione della 180SX è continuata fino al 1998. La 180SX, a differenza della S13, presenta dei fari a scomparsa e una carrozzeria totalmente diversa nella parte posteriore. Il nome 180SX si riferiva al motore di cilindrata 1.8 CA18DET. Tuttavia, nel 1991, il motore è stato aggiornato a un modello di 2.0, offerto in due varianti: con il motore aspirato SR20DE e la sua variante il SR20DET turbo. Nonostante il motore di maggior cilindrata, la nomenclatura 180SX è rimasta.
Con il nome 180SX viene indicata la Silvia S110 in Europa. I modelli europei e sudafricani della 180SX sono stati chiamati 200SX, ed equipaggiati con un CA18DET. Negli Stati Uniti e in Canada, essa è stata venduta sotto la denominazione di 240SX, con un motore aspirato KA24DE e con altre differenze di assetto. In alcuni mercati fu commercializzata con marchio Datsun.

## Versioni

### 180SX

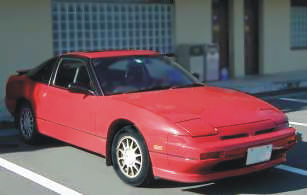
Nissan 180SX Zenki

La 180SX è stata prodotta in tre versioni, con differenze tra tutte e tre. La prima, commercializzata sul mercato a partire dal 1989, è chiamata "Zenki" e presenta, a sua volta, due versioni Type I e Type II.
Il sistema HICAS di Nissan è presente solo sulla versione Type II. Entrambe le versioni montano il motore CA18DET, con 175 CV.
La seconda versione, Chuki, commercializzata a partire dal 1991, monta il motore SR20DET, con 202 CV.
Nonostante la versione Chuki non abbia più il CA18DET, la nomenclatura 180SX è rimasta. Inoltre, il paraurti anteriore, i copricerchi e alcune parti interne subirono un restyling. Nel 1994, l'auto subì un altro restyling, con un look più sportivo anche se l'auto è rimasta invariata meccanicamente, definita "Type X" (Kouki). 

### 200SX

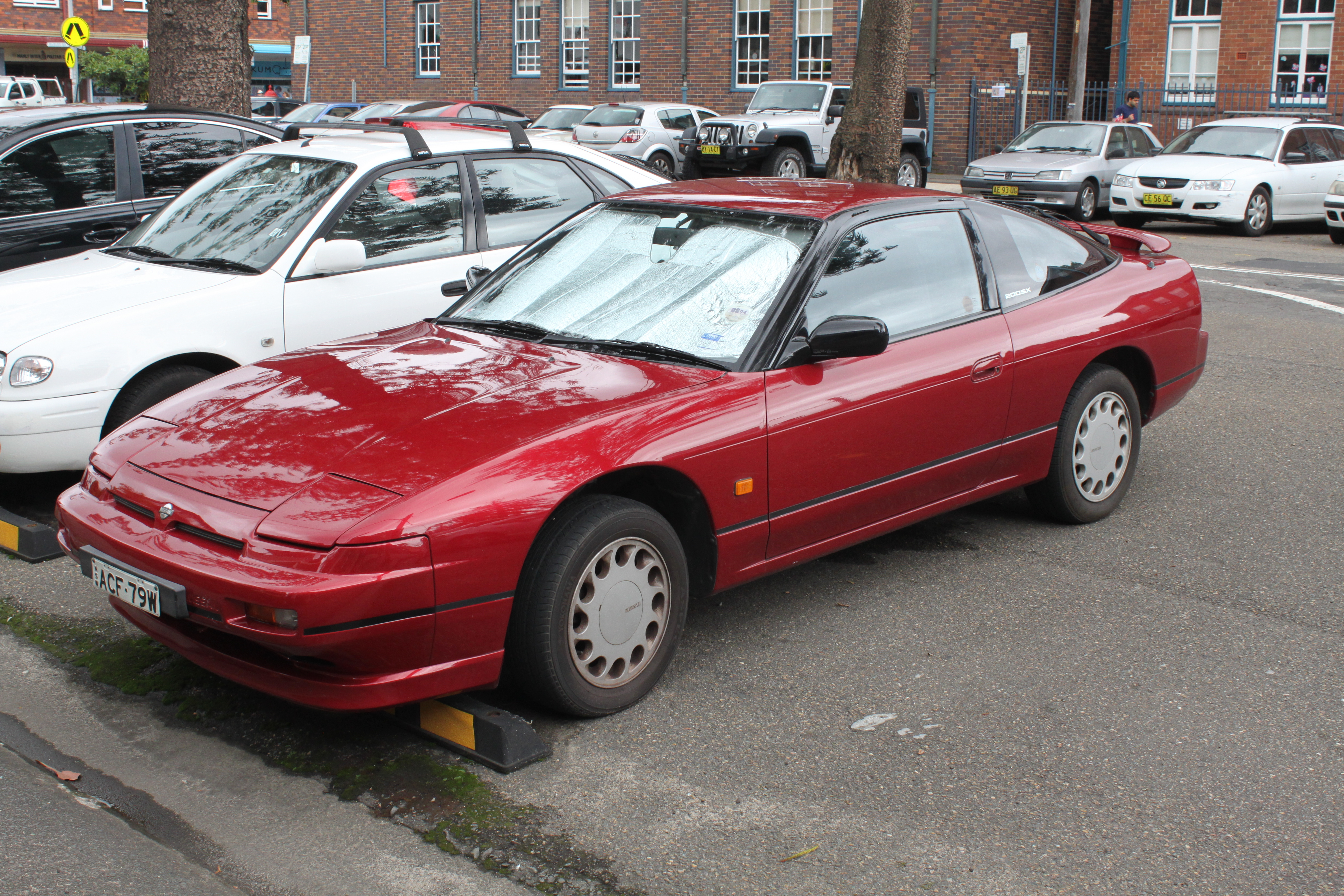
Vista anteriore...

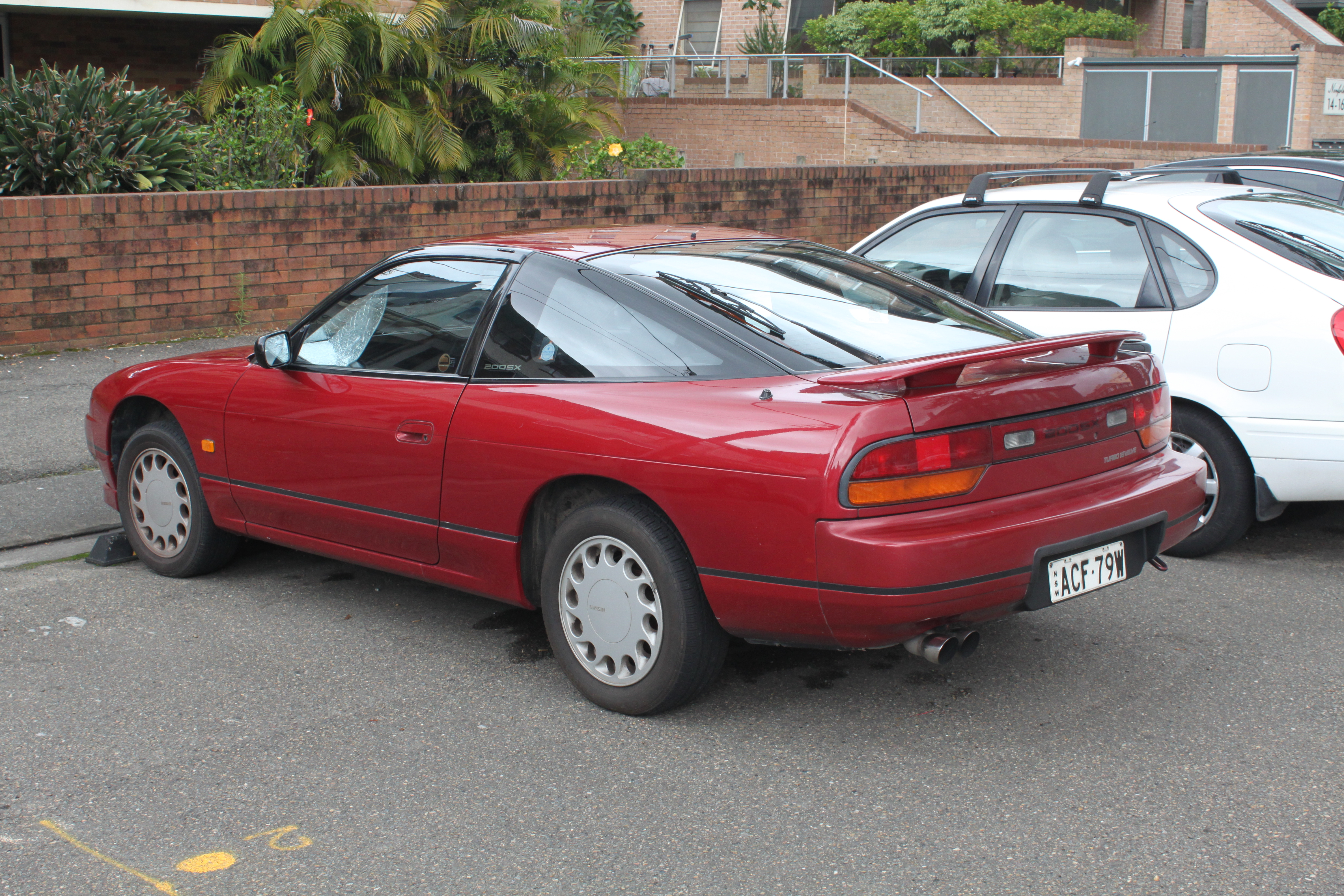
...e posteriore di una Nissan 200SX

La vettura per il mercato europeo venne commercializzata con la denominazione "200SX". Essa presenta la motorizzazione 1.8 litri 16 valvole con un CA18DET con 169 CV. Per il mercato europeo erano disponibili solo le due prime versioni: la "Zenki" e la "Chuki" (anche se la Chuki, a differenza della sorella giapponese, non monta un SR20DET, ma un CA18DET come la Zenki).

### 240SX

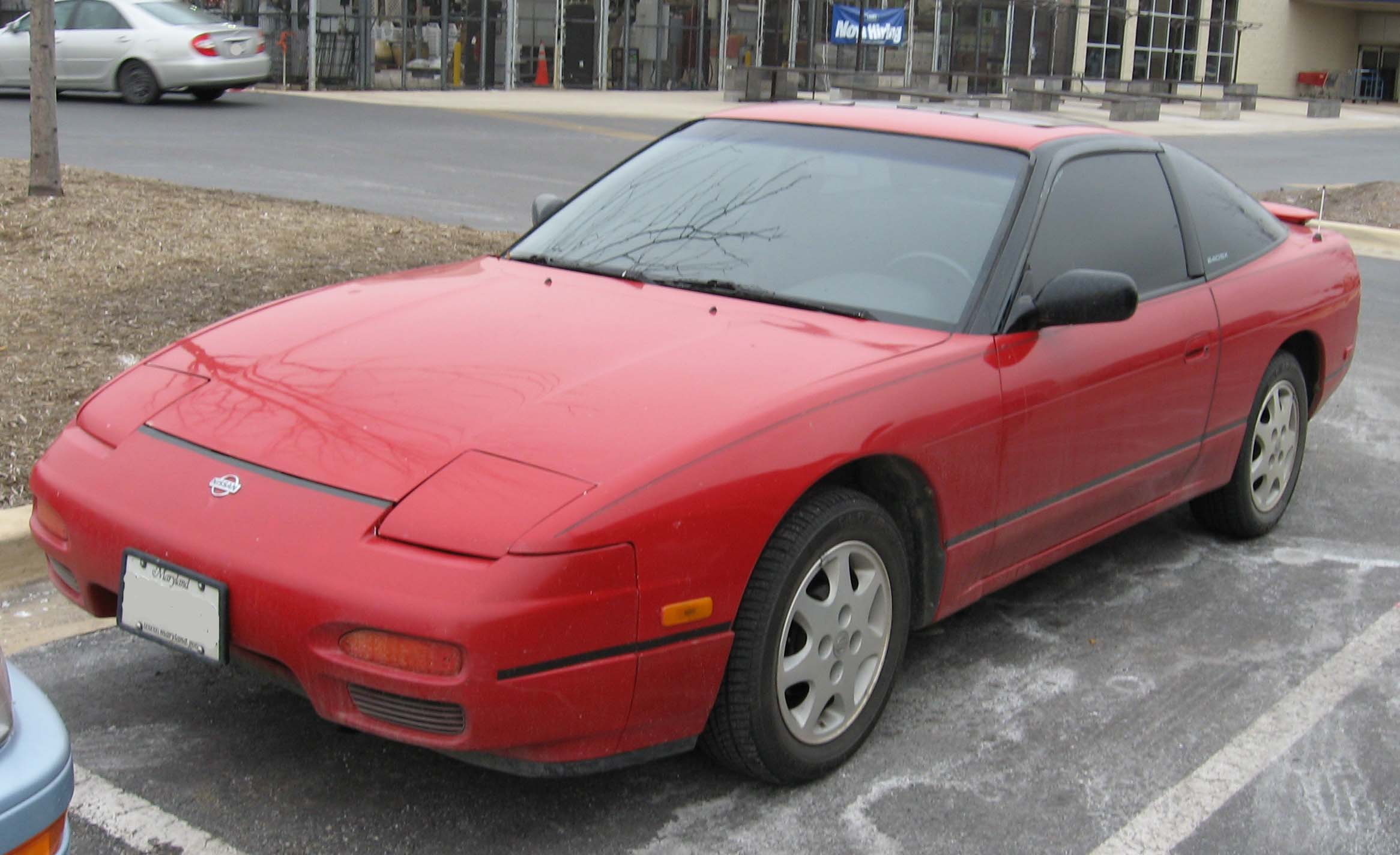
Una Nissan 240SX

La vettura arrivò per il mercato americano con il nome di "240SX". La 240SX ha sostituito la 200SX (12). I modelli americani montano un 2.4 aspirato, il KA24DE.

## Attività sportiva
La 180/200/240SX è una delle vetture più utilizzate nel mondo del drifting. Il campione di D1 Grand Prix, Masato Kawabata, nel 2007 ha partecipato alla competizione a bordo di una 180SX, così come ha fatto il campione di D1 Street Legal, Kazuya Matsukawa